# Palazzo Benvenuti da Rondine
Il palazzo Benvenuti da Rondine è un edificio storico del centro di Firenze, situato tra via Torta 9 e via dell'Anguillara.

## Storia e descrizione
Il grande edificio si stende fino all'angolo di via dell'Anguillara, sul quale si trova un bello scudo con l'arme della famiglia Benvenuti del gonfalone Bue di Santa Croce (di rosso, alla banda d'oro caricata di tre uccelli posati di nero, e accostata da due rose d'oro), appeso con nastri svolazzanti ad una mensola a foglie d'acanto. 
Le notizie sull'edificio si devono essenzialmente alle ricerche di Marcello Jacorossi che così descrive la situazione negli anni settanta: "Se si eccettua la sua vastità, oggi non ha carattere di palazzo vero e proprio ma di grandioso casamento. La costruzione, che segue una sezione di cerchio, è tutta in pietra con arcate a pianterreno, ma ora è tutta ricoperta d'intonaco colorito e solo qua e là appariscono tracce di pietrami. Il casamento è costruito sopra un tratto dell'Anfiteatro romano, come lo dimostra la curva della sua pianta, e in origine doveva avere forme architettoniche identiche alle case di piazza de' Peruzzi, pur esse fabbricate sui resti dell'Anfiteatro romano di Firenze. Fin da tempo antichissimo il palazzo apparteneva alla cospicua famiglia dei Benvenuti, detti da Rondine perché venuti a Firenze dal castello di questo nome, posto in territorio aretino. I Benvenuti restarono per diversi secoli in proprietà di questo edificio che più tardi pervenne ai Pandolfini, di quel ramo che per ragioni d'eredità assunse il cognome di Covoni". 
E ancora: "Da un lato della facciata, sotto il ricorso del primo piano, è un disco di macigno con il monogramma di Cristo circondato da raggiera. Probabilmente esso sta ad indicare il possesso di una bottega da parte delle cosiddette monache delle Poverine".

## Bibliografia

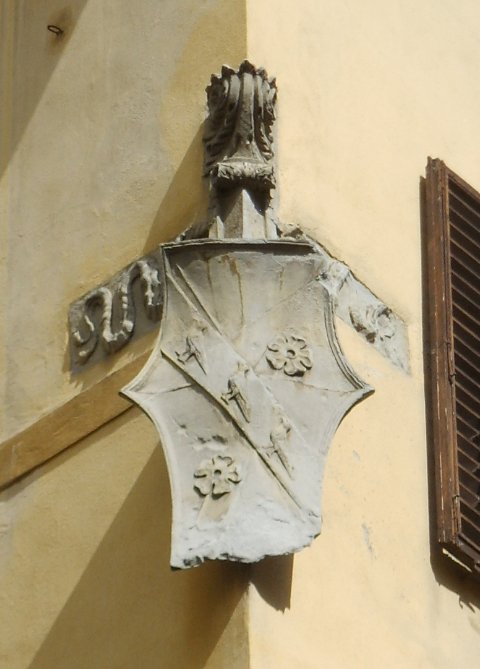
Lo stemma